# Brunmaskad glasögonfågel
Brunmaskad glasögonfågel (Zosterornis whiteheadi) är en fågel i familjen glasögonfåglar inom ordningen tättingar. Den förekommer endast i bergsskogar på den filippinska ön Luzon.

## Utseende
Brunmaskad glasögonfågel är en 15 cm lång tätting med karakteristiskt utseende. Den har som namnet avslöjar brunt i ansiktet, med ofullständig vit ring kring ögat och grått på nacke och hjässa. Bröstet är beigegult, flankerna ljust olivgröna. Ovantill är den olivbrun på stjärt och vingar. Underarten sorsogensis (se nedan) har svarta kanter på hjässa, ögonbrynsstreck och örontäckare.

## Läte
Sången är en kraftfull visslad melodi. Bland lätena hörs också ljudliga tjattrande ljud.

## Utbredning och systematik
Brunmaskad glasögonfågel förekommer i Filippinerna och delas upp i två underarter med följande utbredning:
- Zosterornis whiteheadi whiteheadi – norra Luzon
- Zosterornis whiteheadi sorsogonensis – södra Luzon

Liksom flera andra glasögonfåglar i Filippinerna behandlades den tidigare som en medlem av familjen timalior (Timaliidae), då i släktet Stachyris. Genetiska studier visar dock att de är en del av glasögonfåglarna.

## Levnadssätt
Arten hittas i bergsbelägen och mossbelupen städsegrön lövskog, men även i tallskog, ungskog, buskmarker och småträd på bergssluttningar. Den förekommer huvudsakligen över 1000 meters höjd, vanligast över 1400 meter. Lokalt har den dock påträffats på lägre nivåer, ner till 100 meter över havet. Fågeln födosöker på låg till medelhög nivå i vegetationen, vanligtvis enstaka, i par eller smågrupper, ofta med andra arter. Födan består av frön, frukt, spindlar, skalbaggar och andra insekter. Häckningssäsongen sträcker sig från april till juni.

## Status
Arten har ett stort utbredningsområde och beståndet anses vara stabilt. Internationella naturvårdsunionen IUCN listar den därför som livskraftig (LC).

## Namn
Fågelns vetenskapliga artnamn hedrar John Whitehead (1860-1899), brittisk upptäcktsresande och samlare av specimen verksam bland annat i Filippinerna 1893-1896.